# Штаб Красной гвардии (Кривой Рог)

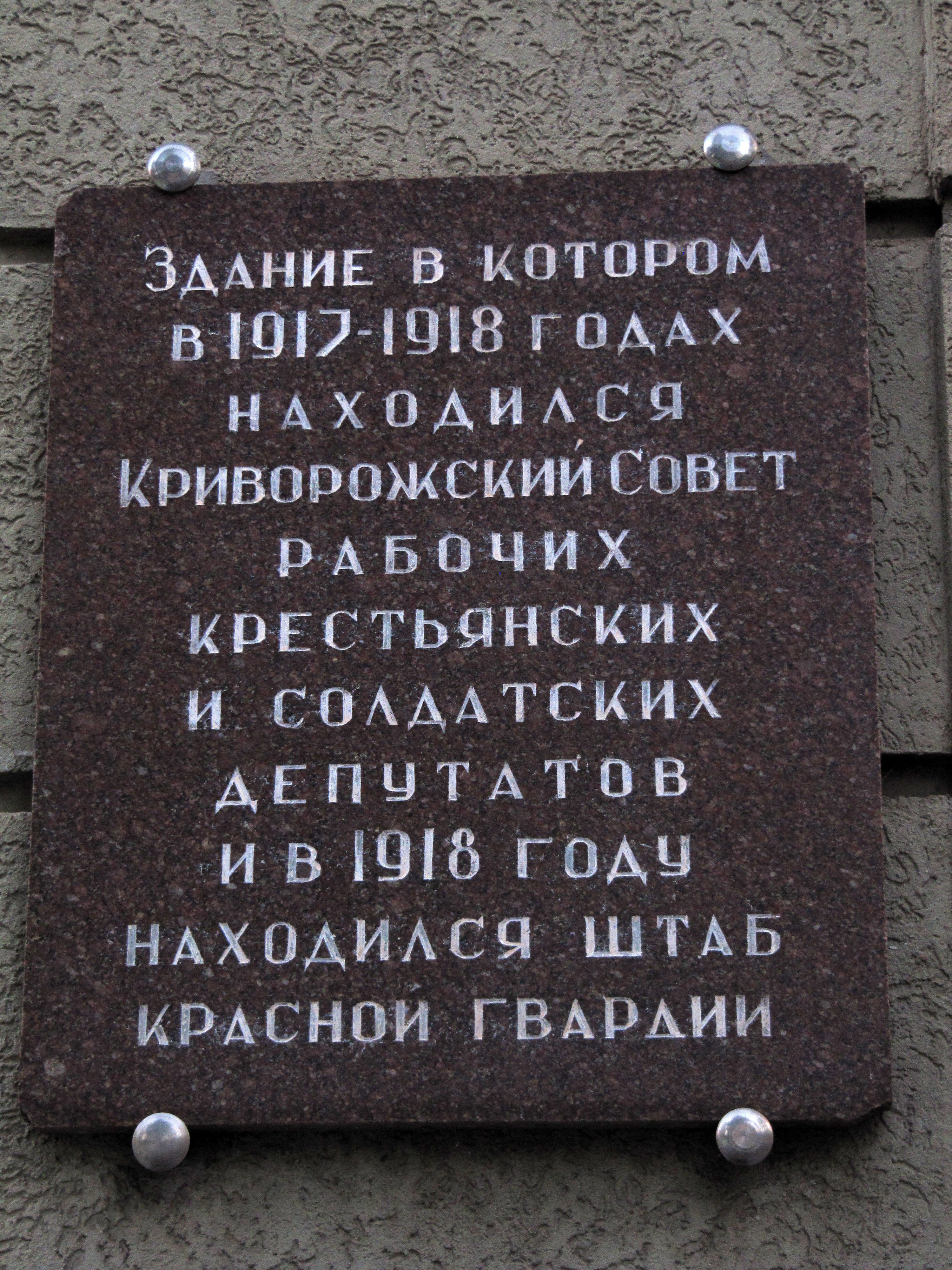
Памятная доска на фасаде

Дом, в котором находился Совет рабочих, крестьянских и солдатских депутатов в 1917—1918 годах и в 1918 году находился штаб Красной гвардии — достопримечательность в Центрально-Городском районе города Кривой Рог.

## История
Здание построено в начале XX века.
В марте 1917 года в Кривом Роге были созданы Совет рабочих и солдатских депутатов и Совет крестьянских депутатов.
Депутаты Совета рабочих и солдатских депутатов создали временный исполнительный комитет, в который вошли 25 человек, председателем избран социал-демократ Аркадий Яковлевич Уманский. Заседания совета чаще всего проходили в школе на Гданцевке.
В мае 1917 года в здании Коммерческого училища состоялось объединение двух советов и образован Криворожский совет рабочих, крестьянских и солдатских депутатов.
В августе 1917 года в Криворожским комитетом РСДРП(б) начали организовываться отряды Красной гвардии. С сентября 1917 года ряды Красной гвардии начинают расти, с конца ноября по декабрь 1917 года достигнув 550 человек.
В январе 1918 года отряды Красной гвардии расформировали Криворожский совет рабочих, крестьянских и солдатских депутатов, возглавляемый местными эсерами и социал-демократами. В конце января совет возобновил деятельность. Председателем избран П. В. Геруцкий. В феврале 1918 года в состав вошли большевики и анархисты. В конце марта 1918 года совет распущен в связи с оккупацией Кривого Рога австро-германскими войсками.
В 1960—1970 годах в помещении работал отель «Первомайский».
8 августа 1970 года, решением Днепропетровского областного исполнительного комитета № 618, взято на учёт под охранным номером 1689.

## Характеристика
Двухэтажное кирпичное здание, построенное в начале XX века.
Находится в Центрально-Городском районе по Свято-Николаевской улице 56/1.